# Mengtaal
Een mengtaal is een wat omstreden benaming voor een taal die uit het contact tussen de sprekers van twee talen is voortgekomen en van beide "ouders" duidelijke kenmerken draagt. Gewoonlijk is zo'n taal eerst in gebruik geweest als pidgin of lingua franca en is ze later door de bevolking als spreektaal overgenomen. Meestal heeft de taal de grammatica van het substraat en de woordenschat van het superstraat. Op grond van die criteria kan het moderne Engels niet als mengtaal beschouwd worden.
Voorbeelden van mengtalen zijn het Michif (in Canada), het Jamaicaans-Engels en het Petuh.
Veel mengtalen worden taalkundig geclassificeerd onder de Creoolse talen.